# Martin Svensson (komiker)
Martin Svensson, född 23 januari 1961, är en svensk ståuppkomiker verksam i Helsingborg. Efter att i många år ha sysslat med amatörteater i olika former debuterade han med standup på The Tivoli i Helsingborg i februari 1997 och har sedan dess gjort ett flertal shower.
Vid Malmö Comedy Festival 2010 blev han vald till Årets Konferencier. 2008 var han på turné med Johan Glans i World Tour of Skåne. 2001 bildade han humorgruppen Tre Flugor tillsammans med Göran Ebenhart och Lars Magnusson, "Musikalisk standup i smoking".